# Infrared Processing and Analysis Center
L'Infrared Processing and Analysis Center (IPAC) és el Centre de Ciències de la NASA responsable del processament de dades, anàlisis i arxiu d'imatges astronòmiques infraroges i missions d'astrofísica. Està situat al campus de l'Institut Tecnològic de Califòrnia.

## Història
IPAC va ser creat en 1986 per brindar suport l'Infrared Astronomical Satellite (IRES). La missió IRES va dur a terme un estudi imparcial i sensible del 96% del cel a longituds d'ona de 12, 25, 60 i 100 µm amb resolucions de 0,5 i 2 minuts d'arc en 1983. Després que la missió va acabar, es va crear l'Infrared Science Archive (IRSA).
Més tard, la NASA designa IPAC com el centre de suport dels EE.UU. per l'Infrared Space Observatory (ISO) europeu, que va acabar les operacions el 1998. En aquest mateix temps, IPAC també va ser designat com el centre científic del Space Infrared Telescope Facility (SIRTF) (va canviar el nom a Telescopi Espacial Spitzer després del seu llançament).
IPAC també va assumir un paper principal en diverses altres missions espacials infraroges, inclòs el Wide-field Infrared Explorer (WIRE) i el Midcourse Space Experiment (MSX). IPAC també va donar suport a missions en terra amb l'assumpció de responsabilitats en el projecte Two Micron All-Sky Survey (2MASS), un estudi de l'infraroig proper de tot el cel realitzat pels observatoris bessons en els hemisferis nord i sud.
En 1999, IPAC va formar un centre de ciències d'interferometría, originalment anomenat Michelson Science Center (MSC) pel pioner en interferometría Albert A. Michelson. Recentment va canviar el nom a NASA Exoplanet Science Institute (NExScI).
Avui, IPAC incloul'Spitzer Science Center, el NASA Exoplanet Science Institute, el NASA Herschel Science Center, i coopera amb més d'una dotzena de missions científiques diferents.